# Steindachnerina insculpta
Steindachnerina insculpta är en fiskart som först beskrevs av Fernández-yépez, 1948.  Steindachnerina insculpta ingår i släktet Steindachnerina och familjen Curimatidae. Inga underarter finns listade i Catalogue of Life.